# Осада Красного
Битва под Красным — битва между польскими войсками под командованием польного гетмана коронного Мартина Калиновского и казачьими войсками под командованием полковника Данило Нечая 20-23 февраля 1651 года.

## История
Во время Хмельницкого восстания, во время Зборовского договора (1649 г.), казачий полковник Данило Нечай (считающийся среди казаков вторым человеком после запорожского гетмана Богдана Хмельницкого) напал на Брацлавщину с отрядом в несколько тысяч человек (январь-февраль 1651 г.). Польный гетман коронный Мартин Калиновский (при содействии Станислава Ланкоронского, воеводы брацлавского) бросился на него с 12-тысячной польско-шляхетской армией. Казачьи войска заняли Шаргород и намеревались атаковать Бар, но, узнав о приближении коронных войск, остановились в городе Красное.
В ночь на 20 февраля 1651 года войска Калиновского быстрым маршем подошли к Красному и, воспользовавшись полной внезапностью противника, атаковали город. Гетман разделил свои силы, и отряд под командованием кастеляна Адама Иеронима Казановского атаковал с другой стороны. Бой быстро перерос в расправу над казачьим войском, а среди погибших оказался и сам Данило Нечай. Однако некоторым казакам удалось бежать в местный замок. Кровопролитные бои продолжались до 23 февраля, и гетман Мартин Калиновский подавал примеры личной храбрости. В конечном итоге остатки казачьего войска были уничтожены при попытке бегства из замка. Битва под Красно завершилась полной победой поляков, а потери казаков могли составить до 10 000 человек.
После этого успеха войска Мартина Калиновского двинулись вглубь Украины. В результате победы коронная армия захватила несколько городов (в том числе Ямполь, Шаргород и Черновец). Разгром войск Калиновского под Винницей против войск Ивана Богуна завершил поход и заставил гетмана уйти под крыло организующей царской армии на Волыни.